# Vicco-von-Bülow-Gymnasium (Falkensee)
Das Vicco-von-Bülow-Gymnasium ist ein staatliches Gymnasium in Falkensee im Landkreis Havelland im Land Brandenburg. Das 2009 gegründete Gymnasium ist nach Vicco von Bülow benannt, der unter dem Künstlernamen Loriot bekannt wurde.

## Geschichte
Am heutigen Standort des Gymnasiums wurde 1936 die Gemeindeschule IV der Stadt Falkensee eröffnet, später befand sich in jenem Geländeteil das Hortgelände der POS.
1977 wurde hier die Polytechnische Oberschule (POS) „Friedrich Engels“ neu erbaut. Die Namensgebung wurde durch ein Bronzerelief von Friedrich Engels untermalt, das der Bildhauer Hans Klakow für den Eingangsbereich der Schule schuf. Das denkmalgeschützte Bronzerelief wurde an ein Museum in Falkensee übergeben. Die zehnklassige POS wurde mit Beginn des Schuljahres 1991/1992 in die Realschule „Friedrich Engels“ und in die Grundschule „Friedrich Engels“ aufgeteilt. 2001 zog die Grundschule an die Salzburger Straße um, nur die Realschule „Friedrich Engels“ verblieb an der Rathenaustraße. 2005 wurde die Realschule zur Oberschule „Friedrich Engels“ umstrukturiert. 2009 wurde die Oberschule „Friedrich Engels“ mit der Oberschule Falkensee fusioniert, und zog an deren Standort an den Poetenweg, wodurch der Standort Rathenaustraße für das Gymnasium frei wurde.
Im Jahr 2007 beschloss die Stadt Falkensee, an der Rathenaustraße ein Gymnasium zu errichten, welche zunächst „Neues Gymnasium“ genannt wurde. Der Bürgermeister hatte angemerkt, dass Falkensee weniger Gymnasialplätze zur Verfügung habe, als notwendig seien. Im Schuljahr 2009/2010 wurde dort schließlich der Unterricht aufgenommen. Schon damals hatte die Schule ein musisch-künstlerisches Profil. Am 26. Oktober 2012 wurde die Schule nach dem in Brandenburg an der Havel geborenen Vicco von Bülow (1923–2011) alias Loriot benannt. 2019 wurde eine neue Zweifeld-Sporthalle eingeweiht.

## Lehrangebot
Neben den allgemein üblichen Unterrichtsfächern bietet die Schule auch außerschulische Aktivitäten an. Dazu zählen der schuleigene Chor, eine Band, ein Orchester und Arbeitsgemeinschaften für Kunst, Musical und Tanz.